# Lanark Blue
Lanark Blue es una especie de queso azul con fuerte sabor que se elabora en las regiones de Lanarkshire, Escocia. La producción se centra en Ogcastle, cerca del poblado de Carnwath, por Humphrey Errington desde el año 1985. Se trata de un queso azul puramente artesanal, de queseros dedicados a la propia producción local. Se puede decir que es uno de los primeros quesos azules en Bretaña desde la Edad Media.

## Características
Se emplea el Penicillium roqueforti para crear la fermentación. El sabor y las cualidades de textura varían mucho dependiendo de la época del año en la que se elabora.
- Datos: Q537897